# Bourne (Massachusetts)
Bourne ist eine Town im Barnstable County im US-Bundesstaat Massachusetts. Im Jahr 2020 lebten dort 20.452 Einwohner in 8.649 Haushalten,  auf einer Fläche von 136,9 km². Die Otis Air National Guard Base befindet sich auf dem Gemeindegebiet.

## Geografie
Nach dem United States Census Bureau hat Bourne eine Gesamtfläche von 136,9 km², von denen 105,3 km² Land und 31,6 km² Wasser sind.

### Geografische Lage
Bourne befindet sich am westlichen Ende von Cape Cod, wobei der Cape Cod Kanal den nördlichen Teil der Town durchschneidet und die Cape Cod Bay im Norden mit der Buzzards Bay im Süden verbindet. Zum Gebiet gehören einige Halbinseln und Inseln, wie die Bassetts Island Landing. Bourne grenzt an das Plymouth County. Ein Teil der Gebietes nimmt das Naturschutzgebiet Lyman Reserve ein, welches sich auch über die benachbarten Towns Plymouth und Wareham erstreckt. Es gibt mehrere, kleinere Seen auf dem Gebiet.

### Nachbargemeinden
Alle Entfernungen sind als Luftlinien zwischen den offiziellen Koordinaten der Orte aus der Volkszählung 2010 angegeben.
- Osten: Sandwich, 8,9 km
- Süden: Falmouth, 13,7 km
- Südwesten: Marion, Plymouth County, 13,1 km
- Westen: Wareham, Plymouth County, 10,3 km
- Nordwesten: Plymouth, Plymouth County, 32,1 km

Bourne liegt etwa 32 km (20 Meilen) westlich von Barnstable, 89 km (55 Meilen) südsüdöstlich von Boston und die gleiche Entfernung östlich von Providence in Rhode Island.

### Stadtgliederung
Es gibt elf Villages in Bourne: Buzzards Bay, Sagamore, Sagamore Beach, Bournedale, Pocasset, Cataumet, Monument Beach, Sandwich, Falmouth, Mashpee, Otis Air National Guard Base.

### Klima
Die mittlere Durchschnittstemperatur in Bourne liegt zwischen −1,7 °C (29 °F) im Januar und 20,6 °C (69 °F) im Juli. Damit ist der Ort gegenüber dem langjährigen Mittel der USA um etwa 9 Grad kühler. Die Schneefälle zwischen Oktober und Mai liegen mit bis zu zweieinhalb Metern mehr als doppelt so hoch wie die mittlere Schneehöhe in den USA; die tägliche Sonnenscheindauer liegt am unteren Rand des Wertespektrums der USA.

## Geschichte
Bourne wurde erstmals im Jahr 1640 von Ezra Perry als Teil der Stadt Sandwich besiedelt. Vor der Trennung von Sandwich wurde das Gebiet als West Sandwich bezeichnet. Es wurde am 2. April 1884 offiziell als Town organisiert, als letzte Gemeinde im Barnstable County. Es wurde nach Jonathan Bourne Sr. (1811–1889) benannt, dessen Vorfahre Richard Bourne Sandwich im ersten Massachusetts General Court vertrat.

### Einwohnerentwicklung
| Volkszählungsergebnisse – Town of Bourne, Massachusetts | Volkszählungsergebnisse – Town of Bourne, Massachusetts | Volkszählungsergebnisse – Town of Bourne, Massachusetts | Volkszählungsergebnisse – Town of Bourne, Massachusetts | Volkszählungsergebnisse – Town of Bourne, Massachusetts | Volkszählungsergebnisse – Town of Bourne, Massachusetts | Volkszählungsergebnisse – Town of Bourne, Massachusetts | Volkszählungsergebnisse – Town of Bourne, Massachusetts | Volkszählungsergebnisse – Town of Bourne, Massachusetts | Volkszählungsergebnisse – Town of Bourne, Massachusetts | Volkszählungsergebnisse – Town of Bourne, Massachusetts |
| Jahr                                                    | 1800                                                    | 1810                                                    | 1820                                                    | 1830                                                    | 1840                                                    | 1850                                                    | 1860                                                    | 1870                                                    | 1880                                                    | 1890                                                    |
| ------------------------------------------------------- | ------------------------------------------------------- | ------------------------------------------------------- | ------------------------------------------------------- | ------------------------------------------------------- | ------------------------------------------------------- | ------------------------------------------------------- | ------------------------------------------------------- | ------------------------------------------------------- | ------------------------------------------------------- | ------------------------------------------------------- |
| Einwohner                                               |                                                         |                                                         |                                                         |                                                         |                                                         |                                                         |                                                         |                                                         |                                                         | 1.442                                                   |
| Jahr                                                    | 1900                                                    | 1910                                                    | 1920                                                    | 1930                                                    | 1940                                                    | 1950                                                    | 1960                                                    | 1970                                                    | 1980                                                    | 1990                                                    |
| Einwohner                                               | 1.657                                                   | 2.474                                                   | 2.530                                                   | 2.895                                                   | 3.315                                                   | 4.720                                                   | 14.011                                                  | 12.636                                                  | 13.874                                                  | 16.064                                                  |
| Jahr                                                    | 2000                                                    | 2010                                                    | 2020                                                    | 2030                                                    | 2040                                                    | 2050                                                    | 2060                                                    | 2070                                                    | 2080                                                    | 2090                                                    |
| Einwohner                                               | 18.721                                                  | 19.754                                                  | 20.452                                                  |                                                         |                                                         |                                                         |                                                         |                                                         |                                                         |                                                         |

## Kultur und Sehenswürdigkeiten

### Bauwerke

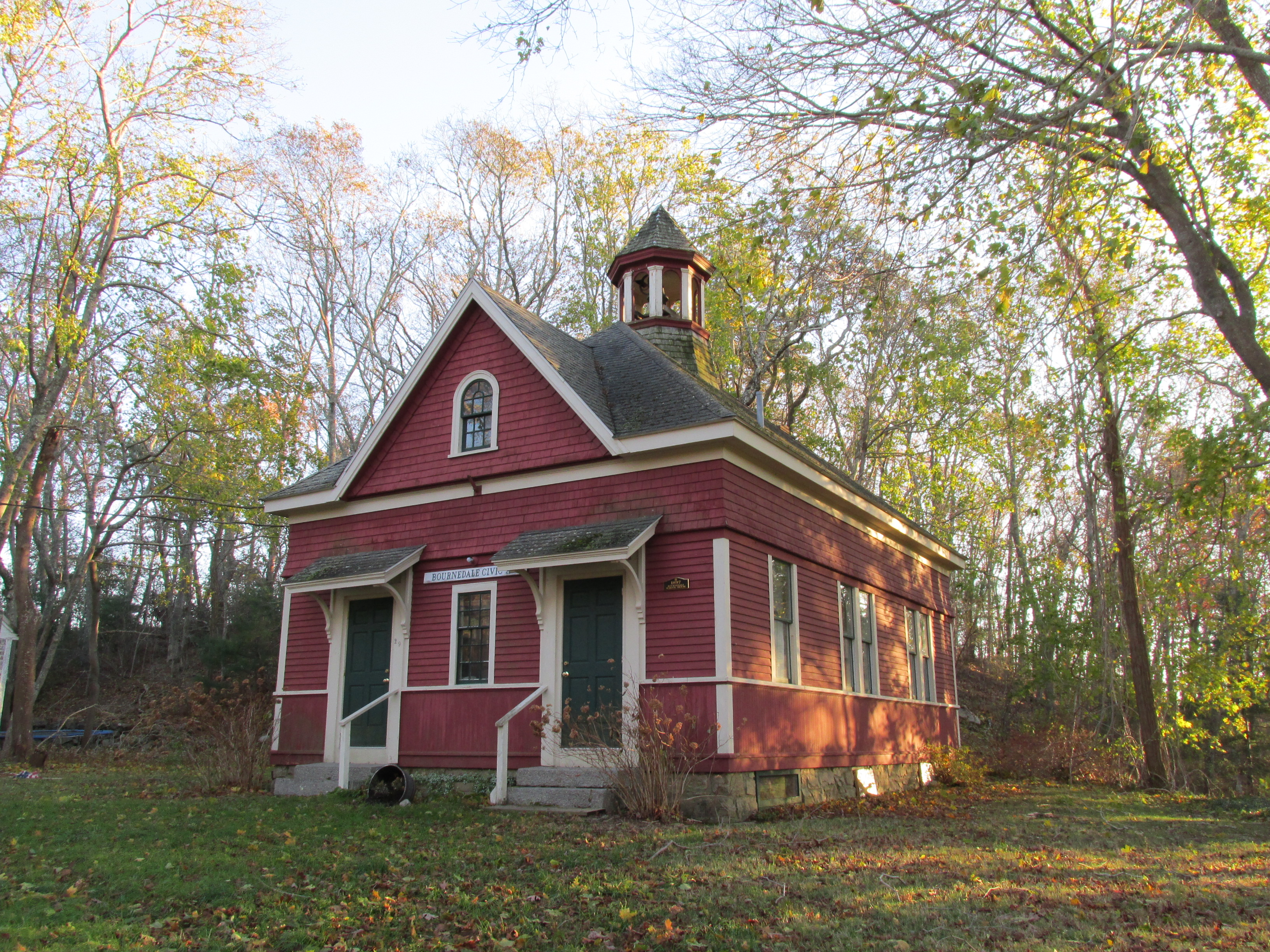
Bournedale Village School

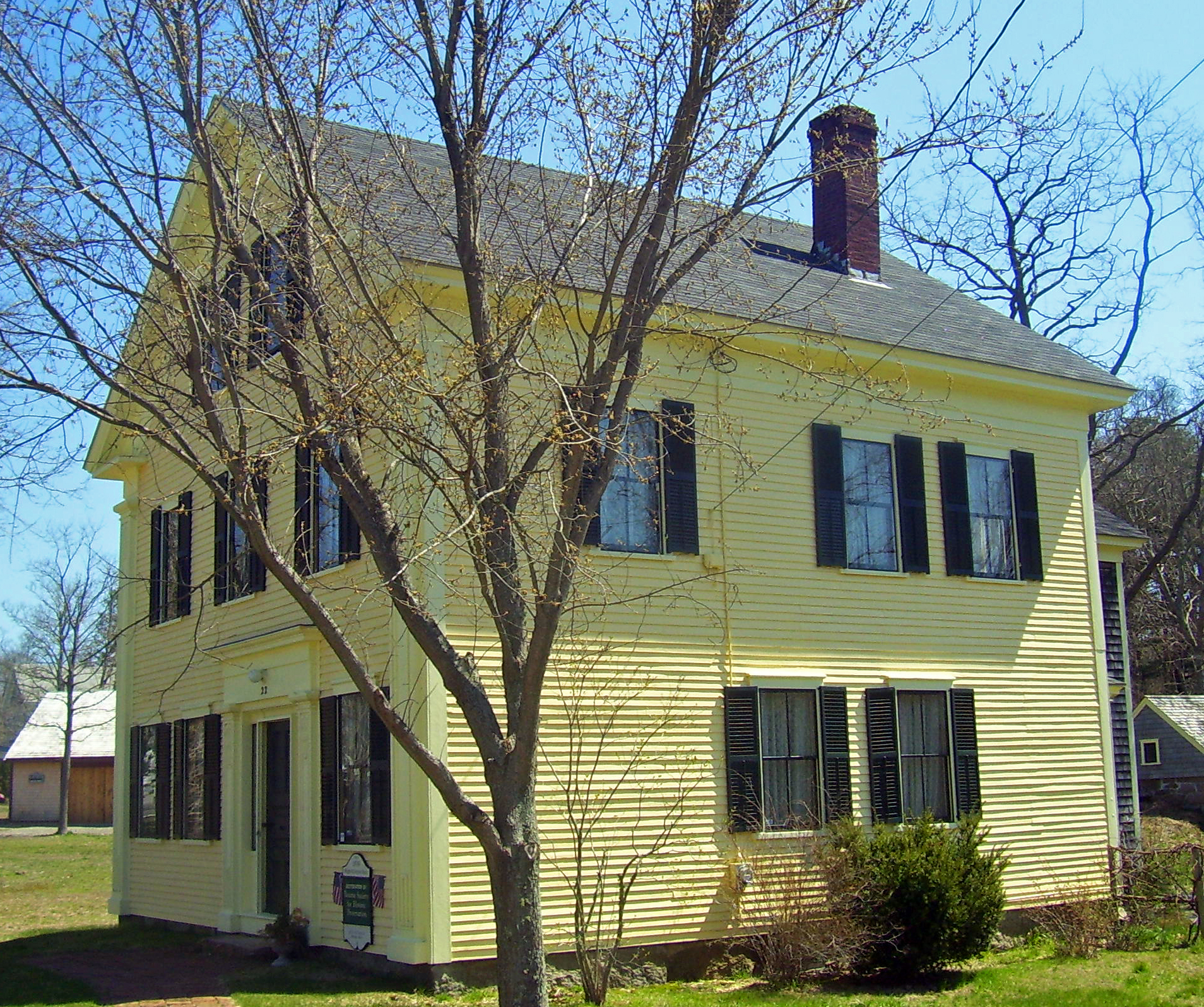
George Briggs House

In Bourne wurde ein Distrikt und mehrere Bauwerke in die Liste der Einträge im National Register of Historic Places im Barnstable County eingetragen.
- Aptucxet Trading Post Museum Historic District, 2021 unter der Register-Nr. 100006301.[8]

- Bourne High School, 2013 unter der Register-Nr. 13000035.[9]
- Jonathan Bourne Public Library, 2013 unter der Register-Nr. 12001168.[10]
- Bourne Town Hall, 2013 unter der Register-Nr. 12001169.[11]
- Bournedale Village School, 2013 unter der Register-Nr. 13000037.[12]
- George I. Briggs House, 1981 unter der Register-Nr. 81000119.[13]
- Cataumet Schoolhouse, 2019 unter der Register-Nr. 100004268.[14]
- Wing’s Neck Light, 1987 unter der Register-Nr. 87001503.[15]

### Parks
Das Lyman Reserve ist ein 210 Acres (0,8 km²) großes Naturschutzgebiet. Es erstreckt sich über die Towns Bourne, Plymouth und Wareham und das von der Organisation The Trustees of Reservations verwaltet. Es geht auf Theodore Lyman zurück, der entlang des Red Brook von seiner Quelle bis zur Mündung Landparzellen aufkaufte. Es wurde durch die Familie über sechs Generationen lang als Angelrevier genutzt, bis es schließlich im Jahr 2001 an die Trustees of Reservations übereignet wurde, um seinen Schutz dauerhaft sicherzustellen.
Der Massachusetts National Cemetery befindet sich in Bourne. Er wurde am 11. Oktober 1980 eingeweiht. Bis 2021 wurden dort über 78.000 Personen beigesetzt.

## Wirtschaft und Infrastruktur

### Verkehr
Der U.S. Highway 6 verläuft mit getrennten Richtungsfahrbahnen als Mid Cape Highway in Ost-West-Richtung durch Bourne. Die Massachusetts Route 28, Massachusetts Route 25 und Massachusetts Route 3 kreuzen in Nord-Süd-Richtung den Highway.
Auf dem Gemeindegebiet befinden sich die Bourne Bridge in Buzzards Bay sowie die Sagamore Bridge in Sagamore, zwei gleichartige Bogenbrücken, die zusammen die einzigen Zugangswege per Straße nach Cape Cod darstellen.
Der saisonal betriebene CapeFLYER ist ein Personenzug, der Bourne und das Cape Cod mit Boston verbindet.

### Öffentliche Einrichtungen
In Bourne befinden sich mehrere medizinischen Einrichtungen.
Die Jonathan Bourne Public Library befindet sich in der Sandwich Road.

### Bildung

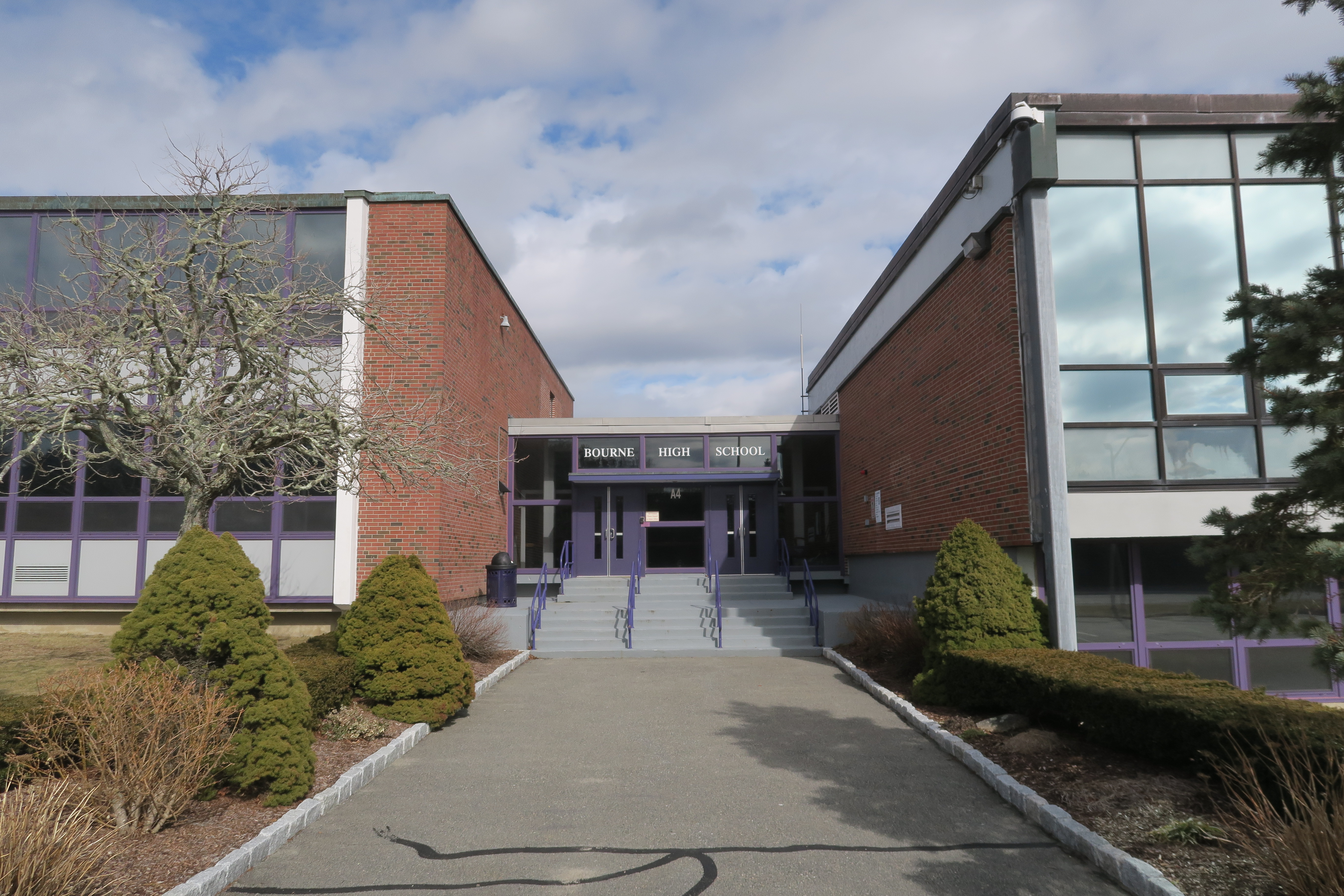
Bourne High School

Die Schulbildung wird durch das Bourne School Department organisiert.
Folgende Schulen stehen in Bourne zur Verfügung:
- Bourne High School
- Bourne Middle School
- Bourne Intermediate School
- Bournedale Elementary School

## Persönlichkeiten

### Söhne und Töchter der Stadt
- Ruth Haring (1955–2018), Schachspielerin

### Persönlichkeiten, die vor Ort gewirkt haben
- Mildred Wiley (1901–2000), Hochspringerin